# Compeyre
Compeyre är en kommun i departementet Aveyron i regionen Occitanien i södra Frankrike. Kommunen ligger  i kantonen Millau-Est som ligger i arrondissementet Millau. År 2022 hade Compeyre 526 invånare.

## Befolkningsutveckling
Antalet invånare i kommunen Compeyre
Referens: INSEE